# WordWise
WordWise（ワードワイズ）は、イートニ・エルゴノミクスが開発した携帯電話その他の組み込み機器向け文字入力予測システムで、シングルタップ入力の一種である。WordWise搭載機種では辞書にない未知の単語は同社が開発、特許を取得しているLetterWise（レターワイズ）方式で文字入力して登録するため、LetterWiseの入力形式についても本項で合わせて述べる。

## LetterWise
LetterWiseは五十音の各行、アルファベット3-4文字などが各キーに割り当てられており、1文字に付き1回ずつキーを押していくのは他のシングルタップの入力方式と同様だが、LetterWiseは他の方式と異なり内部辞書を持たない。それでいてユーザーの入力に従って高い効率で入力が可能になっている。非常に単純なシステムのため、説明は"Hit the key with the letter you want, if it doesn't come up, hit Next until it does."（「打ちたい文字のキーを叩いてもし出てこなかったら出てくるまでNextキーを押して下さい。」）の一文で事足りる。
文字入力方式の効率を示すKSPC（"key strokes per character"に由来）がPCのフルキーボードではアルファベットが1文字ずつ別々のキーに割り当てられているため（英文入力の場合）1.00とすると、LetterWiseでは1.15になる。これはNextキーを押す必要があるのは平均的には6,7文字に1回程度で良いということになる。一方通常の入力方式のマルチタップ（トグル打ち）ではKSPCは2.03となる。辞書を用いるWordWiseやT9ではKSPCはLetterWiseよりも低くなるものの、辞書にない単語が必要になった場合はT9ではマルチタップ、WordWiseではLetterWise方式での入力が必要になる。
LetterWiseは記憶容量の使用量が最低30-100KBと少ないため、これら内部メモリや記憶容量が少ないシステムでも搭載可能になっている。また10-20ヶ国の言語にも対応している。日本語や中国語入力の場合にはいったん日本語では平仮名、中国語ではピン音を入力しさらに漢字への変換と2段階での入力を行うこととなる。そのためNextキーも2種類が用意される。

## WordWise
WordWiseは内部辞書を持ち、入力したキーの組み合わせの中から登録されている単語を候補として出す。もし単語の候補が2つ以上ある場合には下線表示や反転表示などで別の候補があることを知らせるようになっている。もし必要な単語が表示されない場合には辞書モード(Dictionary mode)に切り替えることでLetterWise方式での文字入力が可能になる。一度出した単語は候補として呈示されるようになる。
"1"キーをシフトキーとして用いるShift-WordWiseもある。それぞれのキーについて次の通り代表文字が定められており、"1"キーを押しながら他のキーを押すとその文字については入力が確定するようになっている。
- 2 - C
- 3 - E
- 4 - H
- 5 - L
- 6 - N
- 7 - S
- 8 - T
- 9 - Y

代表文字の選定基準は必ずしも頻度にはよらず、曖昧さが少なくなるように企図されている。